# Hadar (Etiopia)
Hadar – osada w Etiopii, w południowym krańcu Kotliny Danakilskiej, w regionie administracyjnym Afar (przybliżone współrzędne geograficzne: szerokość 11°10′N, długość 40°38′E). Osada cieszy się światową sławą z powodu znajdującego się w pobliżu stanowiska archeologicznego (paleoantropologicznego) hominidów kopalnych.

## Stanowisko archeologiczne
Okolice Hadar zostały odkryte w grudniu 1970 przez francuskiego geologa Maurice’a Taieba, który przeprowadził również ich pierwsze badania geologiczne. Podczas tych badań natknął się on na skamieniałości, z powodu których powrócił on w okolice Hadar w maju 1972. W październiku 1973 do Hadar przybyła 16-osobowa ekspedycja badawcza (The International Afar Research Expedition), która spędziła tam 2 miesiące, podczas których odkryła skamieniałe szczątki pierwszego hominida (skatalogowane jako AL 129-1). W oparciu o swoje odkrycia członkowie ekspedycji nazwali osadową formację geologiczną Formacją Hadar, i datowali ją między 3,5 a 2,3 mln lat temu (późny pliocen).
Kolejna ekspedycja badawcza przybyła do Hadar w roku 1974, a jednym z jej członków był Donald Johanson, który był również członkiem ekspedycji w roku 1973.
24 listopada 1974 Johanson i jego doktorant odkryli szczątki skatalogowane jako AL 288-1
i nazwane imieniem „Lucy” (pod wpływem popularnej piosenki Lucy in the Sky with Diamonds zespołu The Beatles). Był to kompletny w 40% szkielet samicy, przypisanej do gatunku Australopithecus afarensis i datowanej na ok. 3,2 mln lat.
W roku 2000 na terenie Formacji Hadar (nad rzeką Auasz w pobliżu osady Dikika) dokonano kolejnego spektakularnego odkrycia – skamieniałych szczątków 3-letniej samicy, skatalogowanych jako DIK-1/1, również przypisanych do gatunku Australopithecus afarensis, i datowanych na ok. 3,3 mln lat. Szczątkom tym nadano imię „Selam” (pokój w lokalnym narzeczu).